# 赤红裂籽雀
赤红裂籽雀（学名：Pyrenestes sanguineus），是梅花雀科裂籽雀属的一种，分布于几内亚、冈比亚、科特迪瓦、利比里亚、马里、几内亚比绍、布基纳法索、塞内加尔和塞拉利昂。全球活动范围约为429,000平方千米。该物种的保护状况被评为无危。
赤红裂籽雀的平均体重约为19.2克。栖息地包括亚热带或热带的（低地）湿润疏灌丛、河流、溪流和湿地。